# Wilfred G. Lambert
Wilfred G. Lambert   (Birmingham, 26 de febrer de 1926 - 9 de novembre de 2011) FBA va ser un historiador i arqueòleg, especialista en assiriologia i arqueologia del Pròxim Orient.

## Joventut i estudis
Lambert va néixer a Birmingham i, després d'haver guanyat una beca, es va educar a la King Edward's School de Birmingham. Va obtenir dos títols, en Clàssics i Llengües Orientals, al Christ's College de la Universitat de Cambridge.

## Carrera professional
Lambert va ensenyar i investigar a la Universitat de Birmingham durant trenta anys, període durant el qual va fer viatges setmanals per treballar en el desxiframent de tauleta cuneïforme al Museu Britànic. Després de la jubilació, va treballar amb el Museu en el seu Catàleg del Projecte de Segells d'Àsia Occidental, que tractava de les inscripcions dels segells cilíndrics. El gener de 2010, el professor Lambert i Irving Finkel van identificar peces d'una tauleta cuneïforme que estava inscrit amb el mateix text que el cilindre de Cir.
Lambert va ser consultor extern del Chicago Assyrian Dictionary. La seva obra, «Introduction: the transmission of the literary and scholarly texts», en Cuneiform Texts in the Metropolitan Museum of Art II: Literary and scholastic texts of the first milennium BC, va ser utilitzada com a material de fons per al projecte Knowledge and Power in the Neo-Assyrian Empire de The Higher Education Academy. També es va destacar pels seus nous descobriments en relació amb el text de Epopeia de Guilgameix.

## Vida personal
Lambert era un cristadelf i un objector de consciència. Des de 1944, va treballar en un viver hortícola al nord de Birmingham en lloc del servei militar i va supervisar els presoners de guerra italians en la seva feina. Més tard, en el seu temps lliure, va ser editor d'una de les revistes trimestrals de la seva església. Lambert va ser vegetarià de tota la vida.

## Membresies
- 1959-1964: Professor associat i Càtedra Seminari Oriental, Universitat Johns Hopkins
- 1970-1993: Professor d'assiriologia, Universitat de Birmingham.
- 1984: President de la Society for Old Testament Study (SOTS)

Lambert va ser escollit membre de l'Acadèmia Britànica (FBA) el 1971. També va ser membre presentador de la Rencontre Assyriologique Internationale (Congrés Internacional d'Assiriologia i Arqueologia del Pròxim Orient).

## Obres publicades (selecció)
- Morals in ancient Mesopotamia (en anglès). vol. 15: Ex Oriente Lux.  Jaarbericht, 1957-1958, p. 184-196.
- Babylonian Wisdom Literature (en anglès), 1960, p. 221.849.2 L222.
- A new Babylonian Theogony and Hesiod (en anglès). 4.  Kadmos, 1965, p. 64-72. Junt amb Peter Walcot
- «Ancient Near Eastern seals». A: Birmingham Collections (en anglès), 1966.
- Atra-Hasis: The Babylonian Story of the Flood (en anglès), 1969. Junt amb A. R. Millard i Miguel Civil.
- Catalogue of the Cuneiform Tablets in the Kouyunjik (en anglès), gener 1992 (Collection of the British Museum).
- Art of the Eastern World (en anglès), 1996. Junt amb Geza Fehérvári, Ralph H. Pinder-Wilson i Marian Wenzel.
- «The Qualifications of Babylonian Diviners». A: Festschrift für Rykle Borger (en anglès), 1998.
- «Review of Charles Penglase Greek Myths and Mesopotamia: Parallels and Influence in the Homeric Hymns and Hesiod» (en anglès). The Journal of the American Oriental Society, 1997.
- «Review of Erica Reiner Astral Magic in Babylonia» (en anglès). The Journal of the American Oriental Society, 1999.
- Wisdom, Gods and literature: studies in Assyriology in honour of W.G. Lambert (en anglès), 2002. Junt amb A. R. George i Irving L. Finkel.
- Cuneiform Texts in the Metropolitan Museum of Art (en anglès). vol. II: Literary and Scholastic Texts of the First Millennium BC, 2005. Junt amb Ira Spar.
- Babylonian Siege Equipment (en anglès), 17-21 de juliol de 2006.
- Babylonian Oracle Questions (en anglès).  Eisenbrauns, 2007. ISBN 9781575061368.
- Babylonian Creation Myths (en anglès).  Eisenbrauns, 2013.